# 刘易斯·斯特劳斯
刘易斯·利希滕斯坦·斯特劳斯（英語：Lewis Lichtenstein Strauss，1896年1月31日—1974年1月21日）是美国商人、慈善家、政治家和美國海軍退役少將。他是1946年美国原子能委员会的创始成员之一，并在1950年代担任该委员会的主席。

## 生平
斯特劳斯在弗吉尼亚州里士满长大。第一次世界大战期间，斯特劳斯是比利时救济委员会的一员，當時他還是赫伯特·胡佛的助手。戰後又成為美國救濟管理局的一員。20世纪20年代和30年代，斯特劳斯在库恩·洛布公司任職。斯特劳斯還是美国犹太人委员会的成员，1930年代他希望美國能接受更多來自納粹德國的难民，但這一願望未能實現。他結識了核物理学家利奧·西拉德並資助其研究。第二次世界大战期间，斯特劳斯是美國海軍預備役军官。因為在军械局任職期間妥善督促弹药工厂生產，斯特劳斯晋升为少将。在冷战初期，斯特劳斯是美国原子能委员会的一員，他强调要保护好美国的核武器秘密，而且要讓美國在這方面領先於苏联。因此他支持美國发展氢弹技術。在担任美国原子能委员会主席期间，斯特劳斯主張和平利用核能，并预测核能将讓电力非常便宜。同时他刻意淡化放射性落下灰可能帶來的健康影响。
戰後斯特劳斯主張召開奥本海默安全许可听证会，該聽證會最終導致物理学家罗伯特·奥本海默的安全许可证被剝奪，他也因此備受質疑。1959年，德怀特·艾森豪威尔总统提名斯特劳斯出任美国商务部部长，结果遭到許多人的反對，最終美国参议院以46支持49反對否決其出任美国商务部部长。此事變相終結了斯特勞斯的政治生涯，其被迫退休後投身慈善和猶太人利益工作，閒時以養牛為樂，期間亦出版了個人回憶錄《人類與決定》（Men and Decisions）及協助貝利·高華德參加1964年美國總統選舉。1974年1月21日，在與淋巴癌抗爭三年後，斯特劳斯在其家中病逝，終年77歲。